# Stazione di Dronero
Stazione di Dronero vasútállomás Olaszországban, Dronero településen.

## Vasútvonalak
Az állomást az alábbi vasútvonalak érintik:
- Busca–Dronero-vasútvonal

## Kapcsolódó állomások
A vasútállomáshoz az alábbi állomások vannak a legközelebb:
- Monastero-Pratavecchia railway stop